# Eleições intercalares em Kilbride
As eleições intercalares de 2007 tiveram lugar no dia 8 de Fevereiro de 2007 e resultaram da resignação de um membro do Parlamento Provincial da Terra Nova e Labrador, e destinaram-se a encontrar um deputado para aquele assento na Casa da Assembleia da Terra Nova e Labrador. Kilbride é um distrito eleitoral do Estado da Terra Nova e Labrador (Canadá).
O assento viria a ser integrado na bancada do Partido Conservador Progressista.
| Partido                          | Candidato            | Votos | Percentagem | +/- |
| Partido Conservador Progressista | John Dinn            | 2.744 | 78,8        | -   |
| Partido Liberal                  | Bob Clarke           | 508   | 14,6        | -   |
| Partido Novo Democrata           | Gemma Schlamp-Hickey | 229   | 6,6         | -   |